# Klaus Eugene Knorr
Klaus Eugene Knorr (geboren 16. Mai 1911 in Essen; gestorben 25. März 1990 in Princeton (New Jersey)) war ein deutschamerikanischer Ökonom. 

## Leben
Klaus Eugene Knorr war ein Sohn des Metallarbeiters Eugen Knorr und der Bertha Brill, er hatte drei Geschwister. Er studierte ab 1930 Jura in Heidelberg, Wien und Paris und machte 1934 in Tübingen das erste Staatsexamen. Er wurde Mitglied im Deutschen Juristenbund. Das anschließende Gerichtsreferendariat in Stuttgart brach er 1936 aus politischen Gründen ab. Knorr heiratete 1937 die Jüdin Marianne Uhlmann, sie hatten drei Kinder. Sie emigrierten 1937 in die USA und erhielten 1940 die US-amerikanische Staatsbürgerschaft.
Knorr studierte Internationale Beziehungen an der Universität Chicago und wurde 1940 promoviert. Von 1941 bis 1945 war er Gastprofessor am Stanford Food Institut der Stanford University und von 1942 bis 1952 Gastprofessor am Institut für Internationale Studien der Yale University. Ab 1952 bis 1969 war Knorr Ökonomieprofessor an der Princeton University. Ab 1969 arbeitete er für das Department of State, das Department of Defense und andere Regierungsstellen. 
Knorr war Mitglied der American Economic Association, der International Studies Association, des Council on Foreign Relations und des Center for Strategic and International Studies.   

## Schriften (Auswahl)

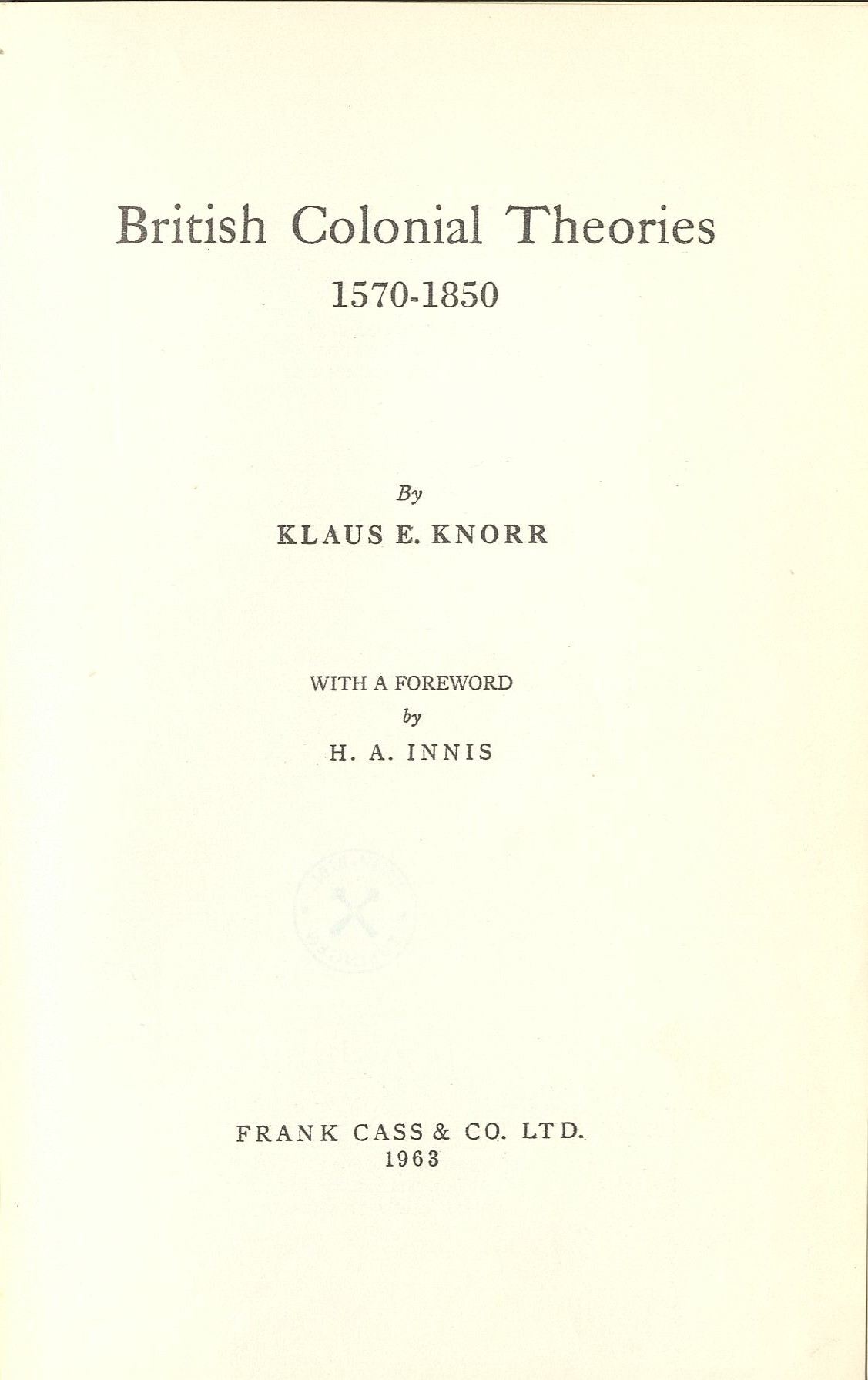
Neuauflage 1963

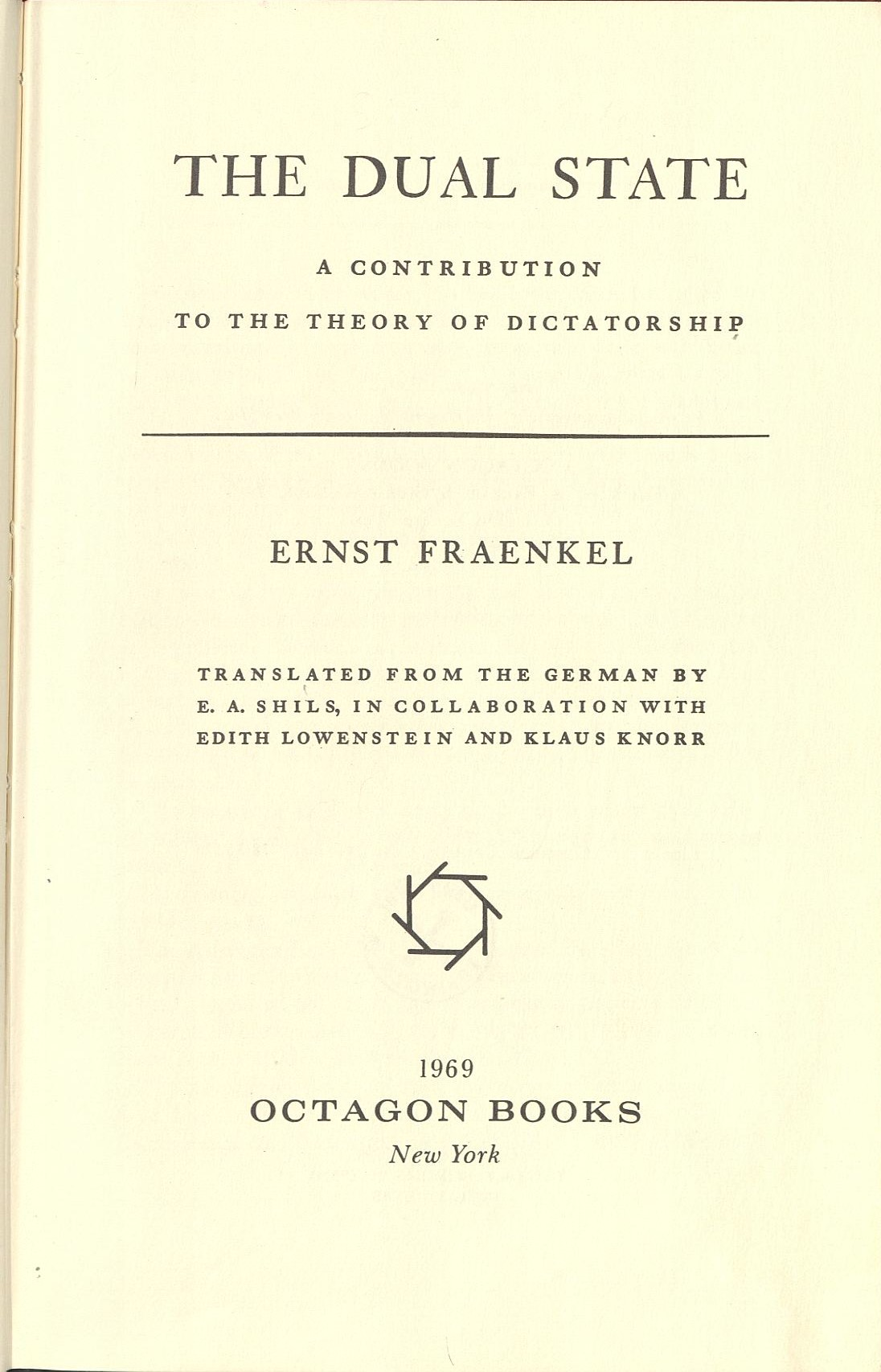
Knorr als Mitübersetzer

- British colonial theories 1570–1850. Vorwort Harold Adams Innis. Toronto: Univ. of Toronto Pr., 1944
- World rubber and its regulation. Stanford, Calif.: Stanford Univ. Pr., 1945
- Tin under control. Stanford, Calif.: Food Research Inst., 1945
- Economics and international relations. New York, NY: Acad. of Political Science, 1947
- Um die Sicherheit im Atomkrieg. In: Neue Gesellschaft, 1955, H. 2, S. 10–18
- The war potential of nations. Princeton, N.J.: Princeton Univ. Pr., 1956
- (Hrsg.): NATO and American security. Princeton, N.J.: Princeton Univ. Pr., 1959
- (Hrsg.): The international system : theoretical essays. Princeton, N.J.: Princeton Univ. Pr., 1961
- William J. Baumol, Klaus Knorr: What Price Economic Growth? 1961
- On the Uses of Military Power in the Nuclear Age. Princeton, N.J.: Princeton Univ. Pr., 1966
- Klaus Knorr, James N. Rosenau (Hrsg.): Contending approaches to international politics. Princeton, NJ : University Press, 1970
- Military Power and Potential. Lexington, Mass.: Heath Lexington Books, 1970
- Power and wealth : the political economy of international power. London: Macmillan, 1973
- (Hrsg.): Historical Problems of National Security. Lawrence, Kansas: Univ. of Kansas Press, 1976